# 王坪
王坪（1433年—？），字信之，順天府大興縣人，明朝政治人物。進士出身。

## 生平
順天府鄉試第十二名。成化二年（1466年）丙戌科會試第六十七名，殿試登進士第二甲第二十六名。

## 家族
曾祖父王成，曾任。祖父王福順，曾任。父亲王勛，曾任教授。